# حادثة إطلاق النار في بينغامتون
حصلت حادثة إطلاق النار في بينغامتون بتاريخ 3 أبريل 2009 في مبنى مركز الهجرة للجمعية المدنية الأميركية ببينغامتون، نيويورك تمام الساعة ال10:30 صباحا بالتوقيت المحلي، حيث دخل مهاجر فيتنامي يدعى جيفلي وونج Jiverly Wong (أو فونج Voong) المركز وبدا بقتل عدة أناس كانوا بالداخل. وقد تم التاكد من أن هناك 14 شخصا قد قتل بمن فيهم منفذ العملية. وجرح 26 شخص، وقد أخذ وونج 41 شخصا كرهائن. وهذا خامس حادث لقتل جماعي مريع يحدث بالولايات المتحدة خلال فترة شهر، وقادت تحقيقات ولاية نيويورك أنه على الأرجح قام بارتكاب «الحادثة» بعدما فقد وظيفته.
الجمعية الأمريكية المدنية (بالإنجليزية: American Civic Association)‏ الموجودة في بنغامتون تعطي الخدمات التطوعية في اللغة والخدمات الثقافية والمدنية لمساعدة المجتمعات المحلية المهاجرة.

## المنفذ
منفذ تلك العملية اسمه جيفرلي وونج (Jiverly Wong) عمره 42 سنة، يقطن بجونسون سيتي، مقاطعة بروم ولاية نيويورك. وهو أمريكي من أصول فيتنامية. وقد كان يقطن في إنغليووود بكاليفورنيا، وعمل لسبعة سنوات كسائق لشركة أغذية في لوس أنجلوس قبل أن ينزح إلى نيويورك عام 2008.
وقالت التقارير الأولية بأن فونج قد خسر بالتو وظيفته لدى مصنع آي‌بي‌إم محلي بالقرب من مدينة إدينكوت بنفس المقاطعة، لكن الآي‌بي‌إم قالت بأنه لايوجد لديها أي سجل يثبت بأنه كان يعمل لديها. وقد قالت امرأة -ادعت بأنها أخت لفونج- بأنه كان يعمل لدى شركة تفريغ the vacuum company قبل أن تغلق.
يعتقد بان الدافع لتلك العملية هو احساس فونج بأنه مهان وغير محترم بسبب ضعف اللغة الإنجليزية لديه. وقد ساهم فقدانه لوظيفته وعدم المقدرة لإيجاد أي وظيفة أخرى بنيويورك بزيادة احباطه.

## تفاصيل الحادث
بتاريخ 3 أبريل 2009، سد جيفرلي وونغ الباب الخلفي للجمعية المدنية الأميركية ببينغامتون بسيارته المسجلة باسم والده. وقد وصف بأنه كان يرتدي سترة مضادة للرصاص، وجاكيت نايلون أخضر ونظارات داكنة.
ثم دخل بعد ذلك من الباب الرئيسي مطلقا عدد من العيارات على كل من كان في طريقه. أول الضحايا كانا اثنان من موظفي الاستقبال. أحدهما قتل بطلق بالرأس، بينما الآخر وهي سيدة عمرها 61 سنة فقد تلقت الطلقة ببطنها فتماوتت حتى تركهم مطلق النار، وزحفت من تحت الطاولة واتصلت بالطوارئ 911  وبقيت معهم على الخط بالرغم من خطورة حالتها مدة 39 دقيقة تعطيهم التفاصيل حتى تم انقاذها. وقد سردت الحكاية بأن الرجل بمجرد دخوله المركز بدأ بإطلاق النار بدون أن يتكلم بشيء.
وقد تم حصر نطاق العنف بإحدى الصفوف، مقابل غرف الاستقبال الرئيسية، حيث دروس المواطنة تعطى للمهاجرين. فدخل فونج عليهم وشرع بقتلهم، وأبقى على البعض كرهائن. وقد وصلت الشرطة خلال دقيقتين من البلاغ، ومان سمع فونج بصافرات الشرطة تقترب إلا ووضع المسدس على رأسه وقتل نفسه. ولم تدخل الشرطة المكان إلا بعد مرور ما بين 60-90 دقيقة، وإن ظلوا في محيط المبنى، وقد اغلقوا مدرسة قريبة منها وبعض الشوارع المؤدية إليها، وقد وجد ونج ميتا بالدور الأول من المبنى بسبب إطلاقه على نفسه النار. وقد وجدت سكين صيد مخبأة بحزام البنطال، وحقيبة ذخيرة ملتفة على رقبته، وأيضا مسدسين مرخصين إحداهما بيستول والآخر بيريتا. ومن بين الضحايا سيدة عراقية وباكستانية

## إدعاء طالبان بالمسئولية
في اليوم التالي للحادث تبنى زعيم حركة طالبان الموالية لتنظيم القاعدة في باكستان بيعة الله محسود في تصريح صحافي إطلاق النار وأردف
«ما جرى أمس في أمريكا نفده أحد رجالنا»، الأمر الذي نفته واشنطن ومكتب التحقيقات الفدرالي الأمريكي اعتبر أنه لا صلة بين منفذ الهجوم وطالبان الباكستانية.

## وصلات خارجية
- صور حادثة بينغامتون – بي بي سي